# Léon Léauthier
Léon Léauthier, né le 5 janvier 1874 à Manosque et mort assassiné le 22 octobre 1894 au bagne des Îles du Salut, est un cordonnier, militant et terroriste anarchiste. Anarchiste depuis un jeune âge, il est surtout connu pour avoir poignardé le diplomate serbe Rista Georgevitch en plein milieu de l'Ère des attentats (1892-1894), le 13 novembre 1893. Cette attaque n'est pas ciblée, Léauthier le visant en guise de vengeance contre toute la bourgeoisie - qu'il identifie en lui. L'action de Léauthier prenant place seulement six jours après l'attentat du Liceu, elle est ainsi l'un des premiers actes de terrorisme indiscriminé de l'histoire et fait de lui l'un des fondateurs du terrorisme moderne.
Léauthier se rend ensuite lui-même à la police avant d'être condamné à la réclusion au bagne à perpétuité. Déporté aux Îles du Salut, il y est tué par les forces policières lors d'un complot ourdi par les autorités résultant dans le massacre des anarchistes du bagne.

## Biographie

### Naissance et jeunesse
Léon-Jules Léauthier naît à Manosque le 5 janvier 1874,. Sa mère, Marie-Julie Reyne a 29 ans quand il naît et est sans profession tandis que son père, Joseph Pierre Léauthier, est ouvrier brasseur. Sa mère meurt alors qu'il est jeune et son père se remarie. Sa famille n'est ni pauvre ni riche. Léon Léauthier, qui a au moins une sœur, étudie d'abord à l'école catholique avant d'être envoyé en pension à l'école publique à Marseille. Là, il tombe amoureux d'une certaine Marie, servante chez le vicaire général d'un archevêché voisin à Marseille, et lui rend souvent visite, en se présentant comme son fiancé. Il a des discussions philosophiques et politiques avec ce vicaire où les deux débattent et « se quittent bons amis, mais pas convaincus », l'un défendant son athéisme et l'autre sa croyance en Dieu. Pendant cette période, Léauthier écrit aussi des poèmes, qui n'ont rien de révolutionnaire et concernent plutôt « la Méditerranée, des oiseaux, des fleurs », une production littéraire amoureuse probablement destinée à cette Marie. Malgré cette relation, il rentre à Manosque, où il suit ensuite un apprentissage.
Parallèlement, il devient militant anarchiste au moins dès ses seize ans et suit toutes les conférences que Sébastien Faure donne à Mazargues. Le jeune homme est alors lecteur de plusieurs journaux anarchistes, parmi lesquels on trouve Le Père peinard, Le Révolté et La Revue Anarchiste. Bouhey le décrit comme un militant aguerri et formé intellectuellement. Pendant la période de l'Ère des attentats (1892-1894), alors que la répression étatique visant les anarchistes s'accroît, Léauthier semble être influencé par l'idéologie d'Émile Henry, qu'on pourrait résumer ainsi :

« Dans cette guerre que nous avons déclarée à la bourgeoisie, nous ne demandons aucune pitié. Nous donnons la mort : nous devons la subir. »

### Attaque de novembre 1893

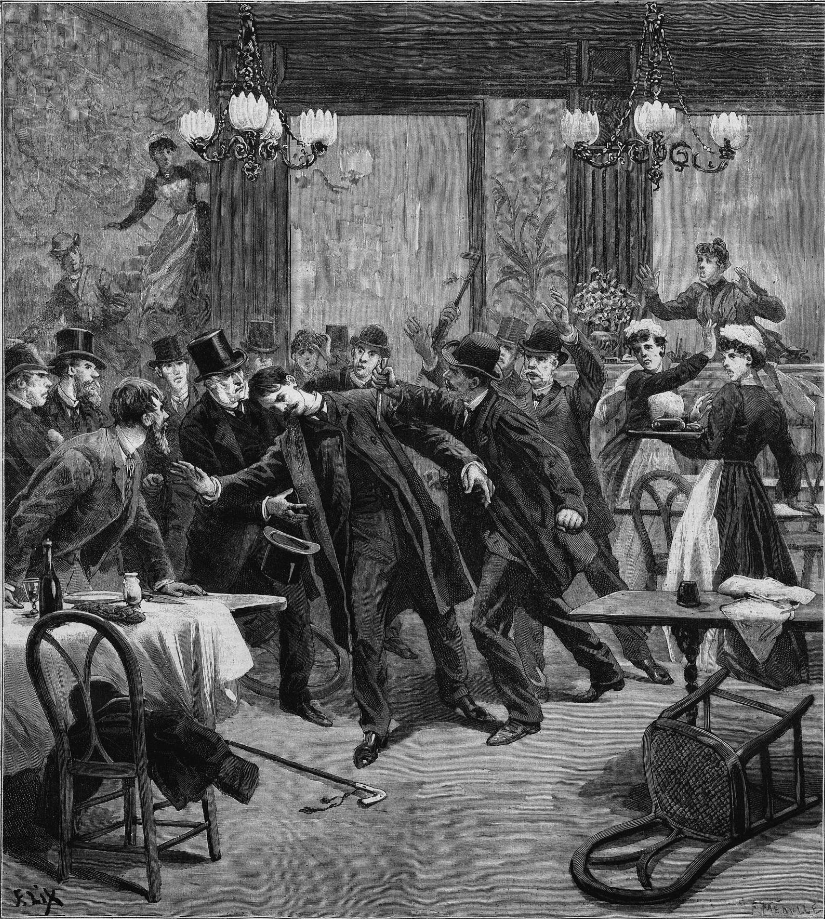
Représentation de l'attentat du 13 novembre 1893 dans Le Petit journal : supplément du dimanche (2 décembre 1894)

Léauthier, qui est alors chômeur, rejoint Paris en 1893 pour y trouver un emploi. Il est embauché comme cordonnier un certain temps, avant d'être renvoyé à la fin du mois de septembre 1893, manifestement après des conflits avec son patron. Un de ses amis, surnommé Plume, est arrêté par la police pendant cette période. Pendant le mois d'octobre 1893, il reste à Paris et le 12 novembre 1893, veille de son attentat, le militant envoie une lettre à Sébastien Faure, que ce dernier reçoit après l'attaque, où il lui exprime son mobile et sa volonté de le voir le défendre à son procès. Dans cette lettre, il écrit :

« Je me retrouve à mourir de faim ou à me suicider. Eh bien non ! Je ne choisirai ni l'un ni l'autre, le premier, parce que les magasins regorgent de marchandises ; et le second, je refuse de me suicider pour éviter la honte d'être un lâche et un inconscient. On ne saurait être plus idiot et 'pocheté' de se tuer plutôt que de s'en prendre à ceux qui en sont la cause.
[...] Je me vengerais comme je le pourrais, n'ayant pas les moyens de faire un gros coup, comme le sublime compagnon Ravachol. Mon arme choisie sera mon outil de travail, mais qu'importe ? Ce sera encore une délicatesse que j'apporterais en crevant un bourgeois avec l'arme qui m'aura servi à produire ce que celui-ci consomme à mes dépens.
[...] Je voudrais bien pouvoir choisir, entre les autres, un magistrat [précis... cependant] je ne connais ni leur personne ni leur domicile, mais je ne frapperais pas un innocent en frappant le premier bourgeois venu. »

Le lendemain soir, il va dîner au bouillon Duval, au 31 avenue de l'Opéra. Là, il reste attablé environ quarante-cinq minutes après avoir fini son repas, les yeux dans le vide, puis, vers 20h30, il se lève et va planter un poignard dans la poitrine d'un bourgeois en train de sortir, en ignorant tout de son identité. Il plante la lame dans sa poitrine et s'enfuit en s'élançant dans la rue. La victime, un diplomate serbe du nom de Rista Georgevitch arrache le poignard de sa poitrine d'un coup et est surpris d'avoir été attaqué par Léauthier, qu'il ne connaît pas, s'exclamant :

« Qu'est-ce ? Je ne le connais pas ! C'est trop fort ! Vite un médecin ! Un médecin ! »

Le diplomate serbe s'effondre peu après mais ne meurt pas ; il survit finalement à l'attentat. Peu après, Léauthier se constitue prisonnier au commissariat du 11è arrondissement de Paris.
Cette attaque a une importance cruciale dans l'histoire du terrorisme, il s'agit, avec celle du Liceu, quelques jours plus tôt, et l'attentat du Café Terminus, d'une des premières attaques de terrorisme indiscriminé de l'histoire. Gilles Ferragu décrit l'action de Léauthier de la sorte :

« Les premiers mots de Rista Georgevitch, ministre de Serbie à Paris, blessé le 13 novembre 1893 par le coup de couteau d’un anarchiste – Léauthier – manifestent la stupéfaction de ce diplomate. Georgevitch est en effet poignardé non pas ès-qualités, mais simplement parce qu’il fait « bourgeois ». [...] Le coup de tranchet de Léon Léauthier serait alors le premier acte d’une forme nouvelle de terrorisme, nouvelle parce qu’elle vise la foule, les masses, anonymement. Ce 13 novembre 1893 pourrait être l’acte de naissance d’un terrorisme moderne en ce qu’il définit, implicitement, un ennemi objectif. Léauthier ne voulut pas, ou ne sut pas faire de son geste un manifeste... C’est, quelques mois plus tard, un autre anarchiste, Émile Henry, qui fait entrer l’opinion publique, prise à partie, dans l’ère du terrorisme de masse, en affirmant, lors de son procès, avoir « frappé dans le tas ». »

### Procès
Le procès de Léauthier prend du temps à se mettre en place ; il arrive en fait après celui d'Auguste Vaillant pour avoir fait exploser une bombe à l'Assemblée nationale. S'il prend autant de temps à commencer, c'est que les autorités attendent de savoir si Georgevitch survit ou non ; si jamais Georgevitch survit, cela signifie qu'il évitera probablement la peine de mort. Son procès s'ouvre le 24 février 1894 et dure une journée. Le procureur chargé de mener l'accusation est Léon Bulot, le procureur pendant l'affaire de Clichy, responsable en partie du début de l'Ère des attentats et ciblé par Ravachol dans l'attentat de Clichy. De son côté, l'avocat de Léauthier est Louis Lagasse, qui défend les accusés de l'affaire de Clichy puis Ravachol. Lors de l'ouverture du procès, Bulot demande la peine de mort pour l'accusé. Léauthier assume quant à lui la responsabilité de l'acte mais déclare n'avoir pas voulu assassiner Georgevitch et avoir choisi de l'épargner, en ne frappant pas aussi fort qu'il l'aurait pu, ou bien il serait mort, selon lui. Sa lettre à Faure est lue par le procureur, qui défend au contraire qu'elle montre sa volonté claire d'assassiner sa cible. Sa plaidoirie centrale, qui lui sauve la vie et change l'avis du jury semble être celle où il exprime ses mobiles avant de faire une description poétique et lyrique de sa situation de misère qui le pousse à agir :

« La société actuelle peut se diviser en deux classes bien distinctes, savoir : les spoliateurs, les spoliés, et, parmi eux, les indifférents. [...] Des banquets, des festins somptueux, des distractions, des agréments de grand gala, des orgies épouvantables, l'or du pauvre monde gagné au prix de tant d'efforts, était dépensé, gaspillé, jeté à profusion par les forbans du gouvernement. Et moi, pendant ce temps-là dans ma pauvre mansarde, je restais sans dîner. »

Léauthier s'engage aussi dans des interventions féministes où il critique l'emprise de la bourgeoisie sur le corps des femmes par la prostitution. Bien que les propos précis de l'anarchiste à ce sujet ne soient pas conservés, il semble que le thème de la prostitution des corps revienne dans certaines de ses interventions.
Il est finalement condamné aux travaux forcés à perpétuité à la fin de son procès.

### Déportation et assassinat

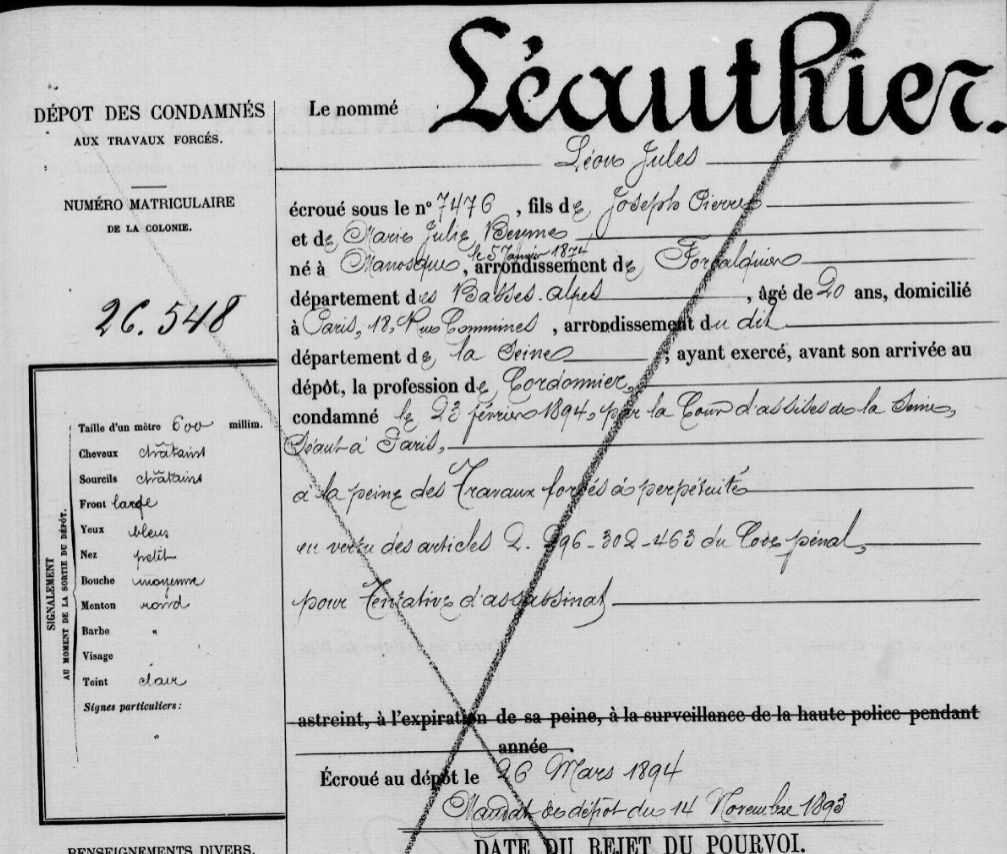
Fiche de Léon Léauthier, condamné à la déportation au bagne en 1894.

Léauthier est tondu, vêtu d'une « tenue d'infamie » puis chargé sur le Ville de Saint-Nazaire avec d'autres anarchistes condamnés pendant cette période. Là, ils sont placés dans des cages de cinquante personnes et doivent survivre à la traversée dans ces conditions, ce qui est compliqué par le fait qu'il est très malade. A un certain moment de la traversée, les gardiens tuent un anarchiste nommé Gaouyer, ce qui provoque de vives protestations de la part des anarchistes dans les cales. Selon le récit officiel, les anarchistes se seraient alors révolté et auraient attaqué les gardiens, ce qui aurait provoqué des violences sur le navire. Yves Frémion, en s'intéressant à cet événement, estime que le récit transmis par les autorités françaises est discutable sur de nombreux points et est probablement inventé pour légitimer le massacre d'anarchistes au bagne quelques mois plus tard.
La présence d'anarchistes au bagne déplaît fortement à l'administration coloniale et pénitentiaire, qui considère que les juges en métropole sont trop laxistes avec ceux-ci et qu'il faut « éradiquer cette chienlit ». Les autorités prévoient alors de provoquer un moyen de tuer les anarchistes incarcérés et envoient un bagnard nommé Plista auprès d'eux. Celui-ci, qui n'est pas un révolutionnaire, leur présente un projet d'évasion qu'un certain nombre d'entre eux rejoint dans un premier temps. L'administration coloniale est au courant du projet et prend des préparatifs pour l'empêcher et ainsi légitimer l'assassinat de ceux qui tenteraient de s'évader. Cependant, les anarchistes en question se rendent compte du piège tendu et se retirent du projet d'évasion avant que celui-ci ne doive débuter. Deux gardiens, Mosca et Crétallaz, qui attendent la révolte toute la journée et ont préparé des troupes pour intervenir, ne voyant rien changer, se rendent auprès des cases, entrent dans la première qu'ils trouvent et tirent sur deux forçats. Au lieu de laisser faire, une quinzaine d'anarchistes, dont Léauthier et Charles Simon (Biscuit) décident de résister et attaquent les gardiens ; ce qui provoque une rixe importante et le début d'une révolte - les deux gardiens sont tués, malgré le fait qu'ils sont les seuls à avoir des armes à feu. L'armée, déjà prête à intervenir, se jette dans la colonie et rattrape les fuyards le lendemain en faisant une battue. Les soldats trouvent Léauthier et deux de ses compagnons, Maxime Lebeault et Maservin, au bord de la côte entre les rochers. Aucun des trois n'est armé mais ils semblent avoir compris qu'ils seraient exécutés sommairement, car dès qu'ils voient l'armée, ils s'embrassent, déchirent leurs vêtements et attendent d'être fusillés sur le coup - ce qui arrive peu après. Les trois crient « Vive l'anarchie ! », comme Simon, avant d'être tués sur le rivage.